# Eastern Air Lines
Pour les articles homonymes, voir EA.
Ne doit pas être confondu avec Eastern Airways.
Eastern Air Lines était une importante compagnie aérienne américaine, qui exista de 1926 à 1991.

## Histoire
Eastern Air Lines fut fondée le 19 avril 1926 sous le nom de Pitcairn Aviation. Pitcairn remporta un contrat fédéral pour acheminer le courrier entre New York et Atlanta. En 1929, Clement Keys, le propriétaire de North American Aviation, achète Pitcairn. L'année suivante, il change son nom en Eastern Air Transport, bientôt connue sous le nom de Eastern Airlines.
En 1938, la compagnie aérienne est rachetée par Eddie Rickenbacker, un as de la Première Guerre mondiale. Rickenbacker fait entrer Eastern dans une période de croissance prodigieuse. Durant les années 1940, des concurrents sont rachetés, des avions plus évolués acquis et des lignes internationales ouvertes. Pendant les années 1950, les hélices d’Eastern étaient les plus nombreuses sur la côte Est des États-Unis.
Basée à Miami, la compagnie subit une concurrence redoutable des autres Majors sur le marché Floride-Nord/Est. 

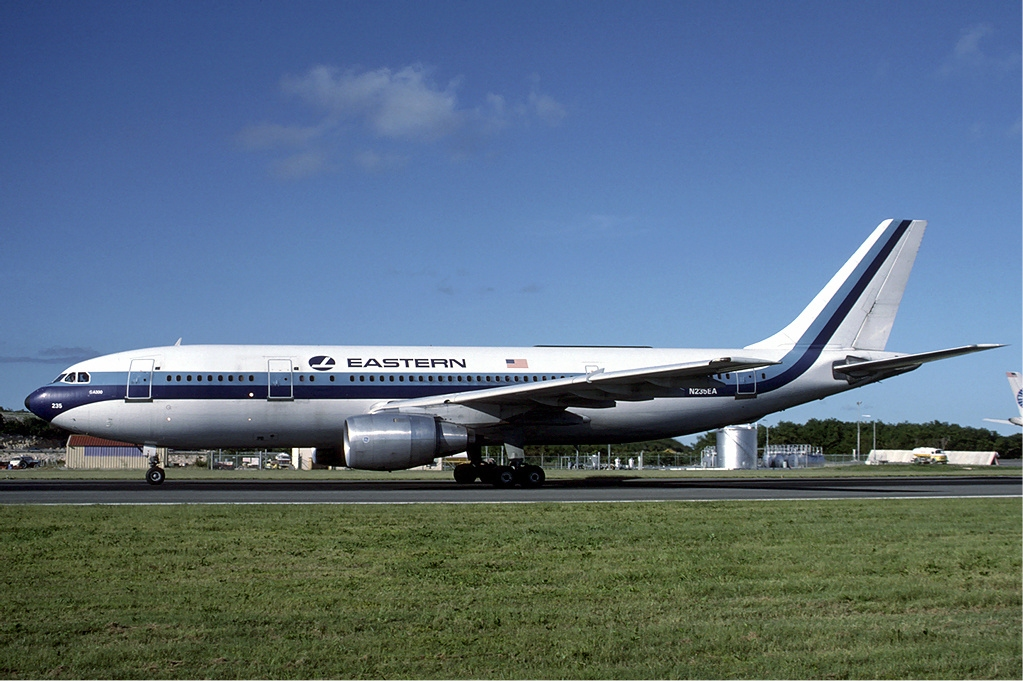
Un Airbus A300 de la Eastern Air Lines à l'aéroport international Princess Juliana de St-Martin en 1986.

En 1960, Eastern prend livraison de ses premiers avions à réaction, des Douglas DC-8, permettant à la compagnie de lancer des vols sans escale entre l'aéroport Idlewild (actuel JFK) de New York et Los Angeles. Ils seront rejoints en 1962 par des Boeing 727.
En 1970, Frank Borman, ex-astronaute de la NASA, prend la direction de la compagnie. Les années 1970 verront la compagnie changer de dimension. La compagnie s'internationalise avec l'ouverture de lignes vers le Mexique (Mexico) et les Antilles, mais aussi l'Europe avec Londres et Madrid.
Le 29 décembre 1972, le vol 401 s'écrase à Miami, tuant 101 personnes. Le 24 juin 1975, le vol Eastern Air Lines 66, de la Nouvelle-Orléans à New York, s'est écrasé alors qu'il approchait de l'aéroport international John F. Kennedy à cause d'une micro-rafale, tuant 113 des 124 personnes à bord. Cet accident a mené au développement du premier système d’alerte de cisaillement du vent à basse altitude aux aéroports américains.
En 1978, alors que la société Airbus se heurte à d'insurmontables difficultés pour pénétrer un marché américain ultra protectionniste, Eastern Airlines bénéficie d'un prêt d'appareil gratuit (A-300) pendant une période de 6 mois. Très satisfait à l'issue de cette période probatoire, Eastern Airlines concrétise l'achat de 23 A-300.
La réputation du PDG de la compagnie (Frank Borman) et le fait qu'on ne puisse remettre en cause son patriotisme, permirent à Airbus de vendre des appareils à d'autres compagnies américaines. En 1983, Eastern Air Lines devient la compagnie de lancement du Boeing 757.
En 1985, la concurrence acharnée d'autres compagnies, notamment Continental Airlines, font débuter un cycle infernal de réductions de coûts, suivies de grèves, et ainsi de suite.
Après de longues difficultés financières et une banqueroute déclarée dès 1989, Eastern Air Lines cessa officiellement son activité le 18 janvier 1991. Elle appartenait alors au milliardiaire américain Donald Trump.